# Zinsderivat
Das Zinsderivat (englisch interest rate derivative, abgekürzt IRD) ist ein Derivat, dessen Basiswert ein Zinssatz, ein Zinsindex oder ein zinstragendes Finanzprodukt ist.

## Allgemeines
Zinsderivate dienen entweder als Sicherungsgeschäft zur Absicherung gegen Zinsänderungsrisiken oder zur Spekulation. Erste Zinsderivate kamen mit den Zinsfutures im Oktober 1975 an der Chicago Board of Trade auf.

## Arten
Einfache Zinsderivate sind Caps und Floors, Forward Rate Agreements, Swaptions (Optionen auf Zinsswaps), Captions, Floortions, Corridors, Zinsswaps oder Zinsfutures. Zu den komplexeren Zinsderivaten zählen Constant Maturity Swaps oder der Total Return Swap, letzterer ist eine Kombination aus Kreditderivat und Zinsderivat. Als Zinssätze kommen verschiedene Referenzzinssätze wie Basiszinssatz, Euribor, Leitzinsen (wie das Hauptrefinanzierungsinstrument der EZB), SARON oder die Umlaufrendite in Betracht. Mit diesen sind zinstragende Finanzprodukte (wie Anleihen, Geldmarktpapiere, Rentenfonds, Spareinlagen) untrennbar verbunden.

## Übersicht
Die Funktionsweise der Zinsderivate ergibt sich beispielsweise bei einem Zinscap und Zinsfloor, in welchem der Cap mit 4,00 % (Zinsobergrenze) und der Floor mit 2,00 % (Zinsuntergrenze) festgelegt ist, während das aktuelle Zinsniveau bei 3,00 % liegt:
| Zinshöhe des Referenzzinssatzes | Cap (Kauf, also Long-Position)                           | Floor (Verkauf, also Short Position)                        |
| ------------------------------- | -------------------------------------------------------- | ----------------------------------------------------------- |
| 3,00 %                          | Caplet verfällt, da Referenzzins unterhalb vom Cap liegt | Floorlet verfällt, da Referenzzins oberhalb vom Floor liegt |
| 5,00 %                          | Ausgleichszahlung wird fällig                            | Floorlet verfällt, da Referenzzins oberhalb vom Floor liegt |
| 1,00 %                          | Caplet verfällt, da Referenzzins unterhalb vom Cap liegt | Ausgleichszahlung wird fällig                               |

Die beim Cap und Floor vereinbarte Ausgleichszahlung entspricht der Zinsdifferenz zwischen dem aktuellen Referenzzins und der Zinsobergrenze beziehungsweise Zinsuntergrenze. Überschreitet der aktuelle Referenzzins den Cap-Wert, bezahlt die Option die Differenz als Ausgleichszahlung. Unterschreitet der aktuelle Referenzzins den Floor-Wert, bezahlt die Option die Differenz als Ausgleichszahlung.

## Bewertung
Zur risikoneutralen Bewertung von Zinsderivaten sind verschiedene Zinsstrukturmodelle einsetzbar. Beispiele für gebräuchliche Modelle sind Momentanzinsmodelle oder das LIBOR-Markt-Modell.

## Wirtschaftliche Aspekte
Der Abschluss von Zinsderivaten hat Folgen für die Struktur, Preisbildung und Marktliquidität der Kassamärkte. Zinsderivate entziehen den Kassamärkten zwar Transaktionen, schaffen jedoch auch neue Handelsmöglichkeiten. Sie ermöglichen Kreditinstituten, deren Aktiva der Bankbilanz typischerweise eine längere Zinsbindung aufweisen als die Passivseite, sich gegen Zinsänderungsrisiken abzusichern. Das gilt auch für das Portfoliomanagement wie beispielsweise in Investmentfonds (Rentenfonds). Der größte Teil aller Zinsderivate wurde mit über 80 % außerbörslich gehandelt, der Rest entfiel 2001 auf börsennotierte Zinsderivate. Von allen Zinsderivaten entfielen 76 % auf Zinsswaps, 14 % auf Optionen und 10 % auf Forward Rate Agreements.